# El Cebollín
El Cebollín är en ort i Mexiko.   Den ligger i kommunen Guanaceví och delstaten Durango, i den centrala delen av landet, 1 000 km nordväst om huvudstaden Mexico City. El Cebollín ligger 2 851 meter över havet och antalet invånare är 203.
Terrängen runt El Cebollín är huvudsakligen kuperad, men åt nordost är den platt.  Trakten runt El Cebollín är nära nog obefolkad, med mindre än två invånare per kvadratkilometer. Närmaste större samhälle är El Cócono, 13,4 km sydväst om El Cebollín. I omgivningarna runt El Cebollín växer huvudsakligen savannskog.